# Marschallshagen und Nonnenholz mit oberem Altenautal
Koordinaten: 51° 33′ 40″ N, 8° 53′ 11″ O

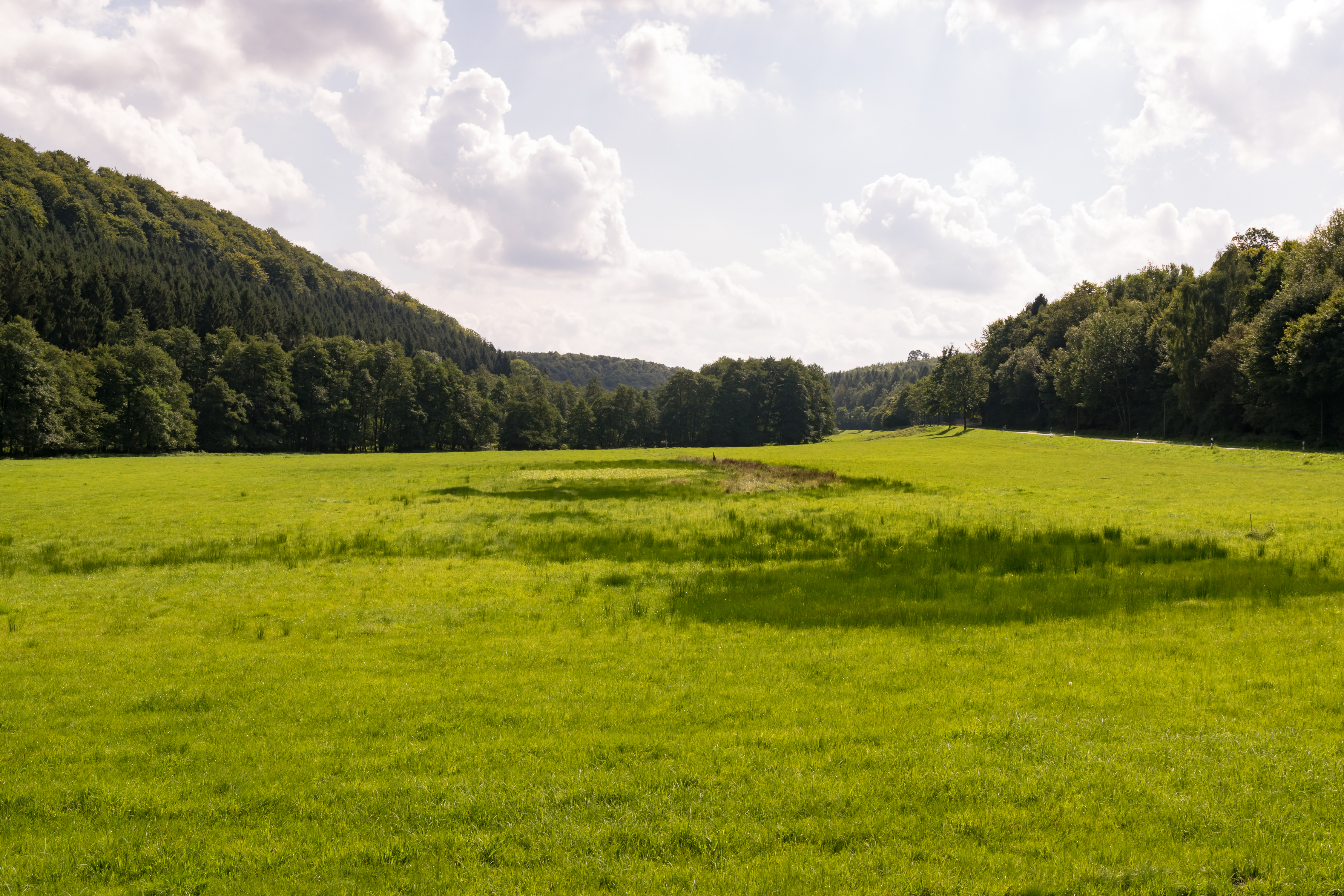
Grünlandbereich im Wald

Das Naturschutzgebiet Marschallshagen und Nonnenholz mit oberem Altenautal liegt auf dem Gebiet der Stadt Lichtenau im Kreis Paderborn in Nordrhein-Westfalen. Es ist das zweitgrößte Naturschutzgebiet im Kreis. Das 1.942,95 ha große Gebiet wurde im Jahr 2002 unter der Schlüsselnummer PB-057 per Verordnung von der Bezirksregierung Detmold als Naturschutzgebiet (NSG) ausgewiesen. 2014 wurde das NSG mit dem Landschaftsplan Lichtenau durch den Kreistag des Kreises Paderborn erneut als NSG ausgewiesen.
Das Gebiet schließt das Gebiet der heute überwachsenen Wüstung Marschallshagen, weitere Wälder und die Täler der Altenau und des Piepenbachs mit ein. 
Die NSG-Fläche ist großteils identisch mit dem 2004 ausgewiesenen FFH-Gebiet Marschallshagen und Nonnenholz (DE-4419-304) mit 1528 ha Flächengröße. Die NSG-Fläche wurden 2004 als Europäisches Vogelschutzgebiet (Kurzbezeichnung Vogelschutzgebiet) Egge unter NR. DE-4419-401 mit einer Flächengröße von 7164 ha im Schutzgebietssystem Natura 2000 der Europäischen Union ausgewiesen.

## Beschreibung

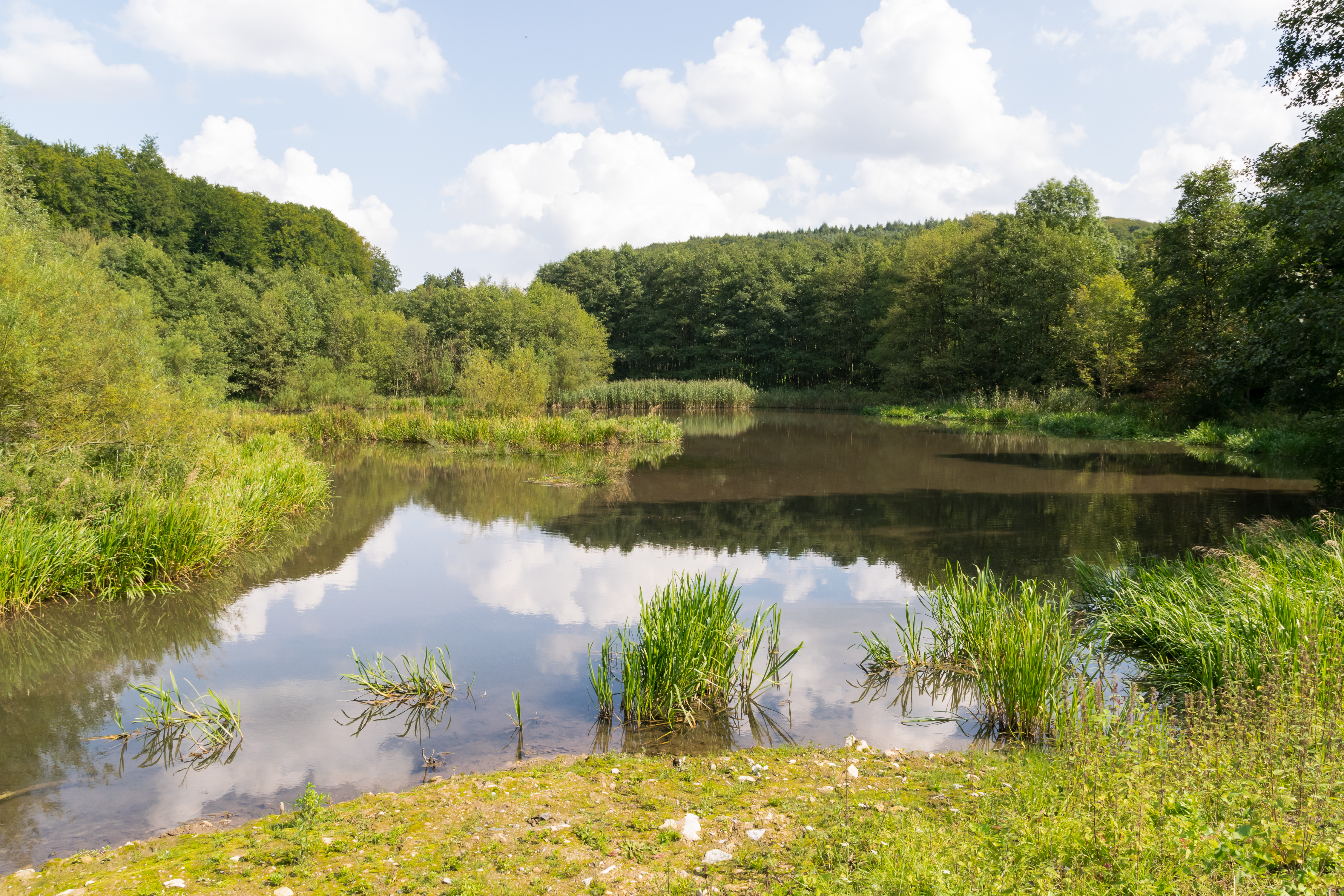
Naturschutzgebiet Marschallshagen und Nonnenholz mit oberem Altenautal

Das Gebiet erstreckt sich südlich der Kernstadt Lichtenau und nördlich von Blankenrode, dem südlichsten Stadtteil von Lichtenau. Am nordwestlichen Rand und westlich verläuft die Landesstraße L 817, westlich die L 744 und südlich die A 33. Südlich grenzt es direkt an die Kreisgrenze. Im Hochsauerlandkreis grenzt direkt das Naturschutzgebiet Siebenbuchen und das Landschaftsschutzgebiet Nuttlerfeld an.
Das NSG umfasst Waldgebiet mit artenreichen Buchenwäldern und grünlandgeprägten Bachtälern. Bei den Buchenwäldern handelt es sich um Waldmeister-Buchenwälder und Hainsimsen-Buchenwälder. Ferner gibt es in Auenbereichen Erlen-Eschen- und Weichholz-Auenwälder. Im Gebiet befinden sich naturnahe Quellbereiche, Quellbäche und Bachoberläufe. Die naturnah verlaufenden Gewässerabschnitte der Altenau und des Piepenbaches liegen im Schutzgebiet. Auch Sümpfe, Röhrichte, Seggenriede und Hochstaudenfluren sowie naturnahe stehende Gewässer kommen vor. In Grünlandbereichen kommen auch Baumgruppen, Hecken, Obstwiesen und Kopfbaumbestände vor. Im NSG sind auch Naturfelsen zu finden.
Im Schutzgebiet kommen gefährdete Tier- und Pflanzenarten vor. Zu den vorkommenden Arten gehören Eisvogel, Schwarzstorch, Mittelspecht, Schwarzspecht, Rotmilan, Grauspecht, Neuntöter, Raufußkauz und Raubwürger.